# Satèl·lit coorbital
Els satèl·lits coorbitals són dos o més satèl·lits que giren en la mateixa òrbita. Els satèl·lits troians són coorbitals, però també ho són els satèl·lits de Saturn Janus i Epimeteu que disten en les seves òrbites menys que la suma dels seus diàmetres. A l'anar quasi en la mateixa òrbita viatgen quasi a la mateixa velocitat, però el satèl·lit interior va lleugerament més ràpid que l'exterior pel que l'avança lentament. Quan s'acosten entre si la seva mútua atracció gravitatòria altera la seva quantitat de moviment, el satèl·lit interior guanya quantitat de moviment, es mou cap a una òrbita superior i perd velocitat. El satèl·lit exterior perd quantitat de moviment, es mou cap a una òrbita interior on perd velocitat. En poques paraules els dos satèl·lits intercanvien les seves posicions, el satèl·lit interior es convertix en exterior i comença a ressagar-se. Este fet es repetix cada quatre anys.